# Borgnäs kyrkoby
Borgnäs kyrkoby (finska: Pornaisten kirkonkylä) är en tätort (finska: taajama) och centralort i Borgnäs kommun i landskapet Nyland i Finland. Vid tätortsavgränsningen den 31 december 2021 hade Borgnäs kyrkoby 2 057 invånare och omfattade en landareal av 6,34 kvadratkilometer.